# 未来人类
未來人類（英語：Terrans Force）是中國電競電腦品牌，于2005年成立。

## 历史
- 2003年，Terrans Force 的創辦人曹斌從蘇州大學畢業，他感到當時的電腦配置不足應对日新月異的遊戲系統要求，于是決心要打造出高性能的電競電腦。曹斌於2005年透過與台灣電腦公司的合作，完成了第一批親自設計的筆記型電競電腦。2006年，随着戴爾收購Alienware的品牌，曹斌把Alienware的產能整合到旗下，並建立高性能電腦品牌「Terrans Force」。 [1][2]
- 2005年：品牌「Terrans Force」正式成立。
- 2006年：發布首款Intel Xeon伺服器處理器手提電腦。
- 2010年：發布首款電子快門式3D螢幕手提電腦。
- 2010年：發布價值10萬元人民幣的高性能手提電腦。
- 2012年：發佈價值21萬元人民幣的手提電腦。[3]
- 2013年：獲中國政府頒發六項著作權證書。[來源請求]
- 2014年：舉辨NTF電子競技大賽[4][5]。
- 2015年：舉辦NTF女神杯電子競技嘉年華。
- 2016年：成立未來人類魔鬼魚女子戰隊[6]。
- 2016年：品牌進入香港市場。

## 獎項
- 2013年：Terrans Force X911獲得電競手提電腦的年度「最佳性能獎」。[7][8]

## 產品
高性能手提電腦，電競電腦，電競設備。